# Эль Хмиди, Аюб
Аюб Эль Хмиди (англ. Ayoub El Hmidi; 30 сентября 2000, Гибралтар) — гибралтарский футболист, полузащитник клуба «Сент-Джозефс» и сборной Гибралтара.

## Биография

### Клубная карьера
Дебютировал на профессиональном уровне в сезоне 2016/17 в составе клуба «Лайонс Гибралтар», за который сыграл 2 матча в чемпионате Гибралтара. Сезон 2017/18 провёл в клубе «Глэсис Юнайтед», однако за команду не играл. В 2018 году подписал контракт с «Монс Кальп». В его составе в июле 2021 года сыграл в двух матчах первого отборочного раунда Лиги конференций 2021/22 против андоррской «Санта-Коломы» (1:1; 0:4). Летом 2022 года подписал контракт с клубом «Европа», но в составе команды сыграл лишь один матч против фарерского «Вуйчингура» в рамках первого отборочного раунда Лиги конференций 2022/23. В августе того же года перешёл в «Сент-Джозефс».

### Карьера в сборной
В составе молодёжной сборной Гибралтара принимал участие в отборочных стадиях чемпионата Европы 2021 (отыграл все 8 матчей) и чемпионата Европы 2023 (все 10 матчей).
В основную сборную Гибралтара впервые был вызван в октябре 2020 года на матч Лиги наций УЕФА против сборной Лихтенштейна, однако на поле не вышел. Дебютировал за сборную 16 июня 2023 года в матче отборочного турнира чемпионата Европы 2024 со сборной Франции (0:3), в котором был заменён на 60-й минуте.